# こしげなみへい
こしげなみへい（1971年6月19日 -）は、日本のスタントマン、俳優。北海道出身。本名は横山 和博（よこやま かずひろ）。本名で参加した作品も多く、日本国外では本名名義で活動している。AAC STUNTS所属。北海道札幌工業高等学校卒業。

## プロフィール
小学校四年生の時にジャッキー・チェンの「酔拳」を見て、アクションの道を志す。中学・高校では器械体操部に所属。1989年の高校卒業後上京し、アトラクティブ・アクション・クラブ（現在のAAC STUNTS）に入り、スタントマンとしてのキャリアを積み始める。アクロバティックな技を得意とする。
身長158cmの小柄な体を生かし、小回りのきく動きのすばやいキャラクター、女性役のスタントなどで活躍しており、初期のパワーレンジャーシリーズにおいては、2001年に秋山智彦が参加するまでほとんどの女性レンジャーのスタントを担当していた。
パワーレンジャーシリーズには、日本で変身後のアクションを追加撮影してアメリカに送っていた時代から戦闘員役などで参加。1995年には横山誠、前田浩らととも補充メンバーとして渡米。その後十数年に渡ってシリーズすべての作品に参加し続けている。パワーレンジャーの撮影場所が米国からニュージーランドに移ってからは、ニュージーランド在住。
日本国外に渡った理由として、当時の仕事はVシネマやヤクザ物の作品が多く、特技であるアクロバットを生かせる場がなく、その時期にジャパンアクションクラブの現場を手伝ってた際に話を持ちかけられ、『パワーレンジャー』のオーディションを受けたとされる。
90年代後半からは海外作品への参加が多かったため、日本での知名度はあまり高くなかったが、2006年の 牙狼<GARO>スペシャル 白夜の魔獣アオムシ役で日本の特撮ファンにも広く知られるようになった。
特技は、器械体操とスカイダイビング。USPA（米国パラシュート協会）のB級ライセンスを持つ。趣味は、釣りとゴルフ。既婚、2児の父。
芸名の由来は腰に生えていた毛と乳輪から生えていた一本毛から、当初はあだ名であったが、AAC代表の横山誠と同姓であったこともあり、現場でもこしげと呼ばれることが多くなったことや、インパクトや覚えやすさなどもあり、正式に芸名となった。

## エピソード
- 中学・高校時代の同級生は「彼はいつもくるくる回っていた」と言っている。

## 出演作品

### 映画
- ゼイラム(1991) - スタント[7]
  - ゼイラム2(1994) - 狛犬役[2][7]、ハンター役[7]
- 悪友（ごろつき）(1992) - スタント
- 人間交差点 不良(1993) - スタント　[2]
- 人造人間ハカイダー(1995) - 盗掘者役[7]
- タオの月(1997) - 野盗役[7]、スタント[2]
- 破壊王 DRIVE Drive(1997) - ギャング役[7]、スタント[2]
- パワーレンジャー・ターボ・映画版・誕生!ターボパワー Turbo: A Power Rangers Movie(1997) - イエローターボレンジャー[7][2]
- ウィケッド・ゲーム Wicked Game(2000) - ギャング役[7]、スカイダイビングダブル（ジョニー・ヨング・ボッシュ）[7]
- 漂流街 THE HAZARD CITY(2000) - ハイフォールスタント（ミッシェル・リー）[7]
- シャドー・フューリー Shadow Fury(2001) - クローン忍者役[7]、スタント
- 大怪獣バトル ウルトラ銀河伝説 THE MOVIE(2009) - ピグモン[2]
- 牙狼-GARO- 〜RED REQUIEM〜(2010) - スタント[2]
  - 絶狼＜ZERO＞-BLACK BLOOD-(2014) - スタントホラー[7]
- Girl Meets Boy(2010) - スタントダブル
- My Wedding and Other Secrets(2011) - スタント[2]
- ホビット 竜に奪われた王国 The Hobbit: The Desolation of Smaug(2013)  - オーク役[7]
  - ホビット 決戦のゆくえ The Hobbit: The Battle of the Five Armies(2014)  - スタント
- ゴースト・イン・ザ・シェル Ghost in the Shell(2017) - スタントヤクザ[7]
- 新宿スワンII(2017) - スタントダブル（北村昭博）[7]
- 無限の住人(2017) - スタント浪人[7]
- ムーラン Mulan(2020) - スタント

### テレビ映画
- カンフー・プリンセス・ウェンディー・ウー Wendy Wu: Homecoming Warrior(2006) - スタントダブル（ブレンダ・ソング）[7]

### テレビドラマ
- 運命峠 （新春大型時代劇）(1993)[2]
- スーパー戦隊シリーズ
  - 忍者戦隊カクレンジャー(1994 - 1995) - EDのドロドロ
  - 魔法戦隊マジレンジャー(2006) - NZユニット・マジピンク
  - 獣拳戦隊ゲキレンジャー(2008) - NZユニット・リンシー
  - 手裏剣戦隊ニンニンジャー(2015)
- パワーレンジャーシリーズ
  - パワーレンジャー Mighty Morphin' Power Rangers(1995 - 1996) - イエローレンジャー[7]、アクェイター・ホワイトレンジャー[7]、他
  - パワーレンジャー・ジオPower Rangers Zeo(1996) - ジオレンジャー・2・イエロー[7]
  - パワーレンジャー・ターボ Power Rangers Turbo(1997) - イエローレンジャー[7]、ピンクレンジャー[7]
  - パワーレンジャー・イン・スペース Power Rangers in Space(1998) - ピンクスペースレンジャー[7]、サイコイエロー
  - パワーレンジャー・ロスト・ギャラクシー Power Rangers Lost Galaxy(1999) - ギャラクシーピンクレンジャー[7]、スペースピンクレンジャー[8]、ケグラー[9]
  - パワーレンジャー・ライトスピード・レスキュー Power Rangers Lightspeed Rescue(2000) - ピンクレスキューレンジャー[7]
  - パワーレンジャー・タイムフォース Power Rangers Time Force(2001) - グリーンレンジャー[7]、ピンクレンジャー[7]
    - 第24話「Movie Madness, Part I」 - フランキー・チェン役[9]

  - パワーレンジャー・ワイルドフォース Power Rangers Wild Force(2002) - ホワイトタイガーレンジャー[7]
  - パワーレンジャー・ニンジャストーム Power Rangers Ninja Storm(2003) - ブルーウィンドレンジャー[7]
  - パワーレンジャー・ダイノサンダー Power Rangers DinoThunder(2004) - イエローダイノレンジャー[7]
  - パワーレンジャー・S.P.D. Power Rangers S.P.D(2005) - ピンクレンジャー[7]
  - パワーレンジャー・ミスティックフォース Power Rangers Mystic Force(2006) - ブルーレンジャー[7]
  - パワーレンジャー・オペレーション・オーバードライブ Power Rangers Operation Overdrive(2007) - ピンクレンジャー[7]、イエローレンジャー[7]
  - パワーレンジャー・ジャングルフューリー Power Rangers Jungle Fury(2008) - イエローレンジャー[7]、スタントダブル（アルジン・アベラ）[10]、モンスター
  - パワーレンジャー・RPM Power Rangers R.P.M(2009) - スタント
  - パワーレンジャー・サムライ Power Rangers Samurai(2011) - サムライピンクレンジャー[7]
  - パワーレンジャー・スーパーサムライ Power Rangers Super Samurai(2012)  - サムライピンクレンジャー[7]
  - パワーレンジャー・メガフォース Power Rangers Megaforce(2013) - ピンクレンジャー[7]、イエローレンジャー[7]
  - パワーレンジャー・スーパーメガフォース Power Rangers Super Megaforce(2014) - ピンクレンジャー[11]、イエローレンジャー[11]、サムライイエローレンジャー[12]、Xボーグ[11]
  - パワーレンジャー・ダイノチャージ Power Rangers Dino Charge(2015) - ピンクレンジャー[7]、キーパー（スタント）[7]、キュリオ
  - パワーレンジャー・ダイノスーパーチャージ Power Rangers Dino Super Charge(2016) - ピンクレンジャー[7]、キーパー（スタント）[7]、キュリオ[13]
  - パワーレンジャー・ニンジャスティール Power Rangers Ninja Steel(2017) - ピンクレンジャー[7]、コスモ・ロイヤル[7]
  - パワーレンジャー・スーパーニンジャスティール Power Rangers Super Ninja Steel(2018) - ピンクレンジャー[7]、ターボピンクレンジャー[14]、コスモ・ロイヤル[7]
  - パワーレンジャー・ビーストモーファーズ Power Rangers Beast Morphers(2019 - 2020) - イエローレンジャー、MMPRイエローレンジャー、スタント
  - パワーレンジャー・ダイノフューリー Power Rangers Dino Fury(2021 - 2022) - グリーンレンジャー[15]、ヘンジマン[16]、ミューカス[9]
  - パワーレンジャー・コズミックフューリー Power Rangers Cosmic Fury(2023) - スタント
- Special Unit 2(2001 - 2002) - ミイラ役[7][2]
- ひと夏のパパへ(2003)[2]
- 牙狼シリーズ
  - 牙狼<GARO>スペシャル 白夜の魔獣(2006) - アオムシ役[7][2]、カラクリ[7]、スタント[2]
  - 牙狼-GARO- 〜闇を照らす者〜(2013) 
    - 第3話「迷 Dungeon」 - パルケイラの手役[17]
    - 第4話「夢 Dream」・第5話「夢 Nightmare」 - 壇田役[2]
    - 第13話「狩 Hunting」 - フォールスタント（別府康子）[18]

  - 牙狼<GARO>-魔戒ノ花- (2014)  - スタント
  - 牙狼-GARO- -魔戒烈伝-(2016) - ババロ役[7]
- シャナラ・クロニクルズ The Shannara Chronicles(2015 - 2017) - スタントノーム[7]
- The Brokenwood Mysteries(2016) - スタントダブル[7]
- 死霊のはらわた リターンズ Ash vs Evil Dead(2017) - 死霊[3]

### オリジナルビデオ
- ハイヒールGANG(1990) - ヤクザ役[7]
- コードネームK レディ・コネクション(1991) - ヤクザ役[7]
- こちら凡人組(1992) - ヤクザ役[7]、スタント[2]
- 修羅の雀士 ナルミ(1993) - ヤクザ役[7]、スタント[2]
- ザ・首領　火の玉伝説(1993) - ケン役[7]
- 女囚処刑人マリア(1994) - ギャング役[7]
- ドトウの笹口組(1995) - スタントダブル[7]
- チャンネルAAC(1996) - こしげレポーター役[7]、ドンちゃん[7]、ファイヤースタント[7]
- ハイボルテージ High Voltage(1997) - ギャング役[7]、スタント[2]
- ヘルレイザー ゲート・オブ・インフェルノ Hellraiser: Inferno(2000) - アジアン・カウボーイ1役、ワイヤースタント[7]
- The Ghost(2000) - スタント[2]
- 流星課長(2002) - スタントダブル（松尾スズキ）[7]
- 帰ってきた手裏剣戦隊ニンニンジャー ニンニンガールズVSボーイズ FINAL WARS(2016)

### CM
- デンターライオン（ピラミッド編）(1989)[2]
- 白い恋人（石屋製菓）(1990)[2]
- クノールカップスープ（痴漢編）(1993)[2]
- Type創刊（逆風編）(1994) - ワイヤースタント[7]
- 桃金ラーメン(1994) - 浦島太郎役[7][2]
- トヨタ・プリウスHarmony編(2009)[2]
- V-Pomparkour Ladder Sport(2010)[2]
- 日清カップヌードル SURVIVE!グローバリゼーション篇(2013)[2]

### ゲーム
- バーチャファイター 2(1994) - 舜帝（Shun Di 酔拳使い）[7]、アクションモデル
  - バーチャファイター 3(1996) - 舜帝（Shun Di 酔拳使い）[7]、アクションモデル
- ファイティングバイパーズ(1995) - ピッキー役[7]
- デュアルヒーローズ(1997) - スタント[2]
- スター・ウォーズ ジェダイナイトII ジェダイアウトキャスト(2002) - ワイヤースタント[7]

### ネット配信
- ドリームリレー・ムービー 「エスティマンへの覚醒」(2013) - ハナメガネ・エスティマン[19][2]
- 24時間女優 - 待つ女 -(2013) - ペンギン役[20][2]
- カウボーイビバップ Cowboy Bebop(2021) - スタント
- ロード・オブ・ザ・リング: 力の指輪  The Lord of the Rings: The Rings of Power(2021) - スタント
- マイティ・モーフィン パワーレンジャー: ワンス & オールウェイズ Mighty Morphin' Power Rangers Once & Always(2023) - ロボリタ[21]

### その他
- 日本橋三越 地球戦隊ファイブマンショー(1990) - 怪人[7]
- 日本橋三越 鳥人戦隊ジェットマンショー(1991) - 怪人[7]
- 日本橋三越 恐竜戦隊ジュウレンジャーショー(1992) - 怪人[7]
- ぼくらが恐竜と出会った日(1992) - 恐竜くん役[7]
- じゃんけんキッズ(1992) - ジャンケル君役
- 後楽園ゆうえんち 五星戦隊ダイレンジャーショー 決戦！6000年戦争(1993) - コピーテンマレンジャー[7]
- KREVA「Have a nice day!」PV(2006) - アクロバット[2]

## スタッフ参加作品
- パワーレンジャー・RPM Power Rangers R.P.M(2009) - スタントコーディネーター[7]
- パワーレンジャー・サムライ Power Rangers Samurai(2011) - アクション監督[22]、漢字コンサルタント[22]
- パワーレンジャー・スーパーサムライ Power Rangers Super Samurai(2012) - スタントコーディネーター
- パワーレンジャー・メガフォース Power Rangers Megaforce(2013) - アクション監督[11]、スタントコーディネーター[11]
- 牙狼-GARO- 〜闇を照らす者〜(2013) - アクション監督（横山誠、小池達朗と連名）[23]
- 赤×ピンク(2013) - アクション監督[7]
- パワーレンジャー・スーパーメガフォース Power Rangers Super Megaforce(2014) - アクション監督[11]、スタントコーディネーター[11]
- 絶狼＜ZERO＞-BLACK BLOOD-(2014) - アクション監督補[2]
- 牙狼＜GARO＞ -魔戒ノ花-(2014) - アクション監督[7]（富田稔、大橋明と連名）
- バブリシャスロード アニキと俺物語(2016) - アクションコーディネート（第2・3話）[24]
- シン・ゴジラ(2016) - 応援スタッフ[25]
- パワーレンジャー・ニンジャスティール Power Rangers Ninja Steel(2017) - スタントコーディネーター
- ROKUROKU(2018) - アクションコーディネーター[26]